# Церковь Троицы Живоначальной (Волченский)
Церковь Троицы Живоначальной —  православный храм в хуторе Волченский Каменского района Ростовской области. Относится к Каменскому благочинию Шахтинской епархии Русской Православной Церкви. Построена из материала «пластушки» (местный природный камень) и кирпича в 1892 году. В настоящее время находится на реставрации.

## История
Троицкий храм в хуторе Волченском Области Войска Донского открылся в 1892 году. Храм построен в виде неравностороннего креста с двухъярусной колокольней. В этом же году по разрешению Синода для храма был создан самостоятельный приход. Первая служба в храме проходила на праздник Троицы, поэтому храм назвали Троицким. В 1894 году была при храме стала работать церковно-приходская школа, ставшая семилеткой при советской власти.
Строительство храма на средства местного населения продолжалось около восьми лет. Первым священником был отец Михаил.
Церковь была закрыта в 1938 году. В годы войны была открыта, в 1961 году вновь закрыта. В храме было зернохранилище.
В 2003 году местные казаки под руководством главы поселения Н. С. Кудинова официально зарегистрировали приход и начали восстанавливать Свято-Троицкий храм. Местная православная религиозная организация Свято-Троицкий Приход хутор Волченский Каменского района Ростовской-на-Дону епархии Московского Патриархата Русской Православной Церкви была зарегистрирована в 2006 году.
3 сентября 2008 года были установлены кресты на купола храма, а в 2010 году установлены колокола. 13 сентября 2011 отец Павел провел праздничную литургию.
Ныне храм восстанавливается. Относится к Ростовской-на-Дону епархии Московского Патриархата Русской Православной Церкви.